# Nội chiến Myanmar
Xung đột Myanmar là những cuộc xung đột bên trong lãnh thổ Myanmar, bắt đầu từ tháng 4 năm 1948 giữa 2 bên là Chính phủ Myanmar với những nhóm vũ trang nổi dậy nhỏ lẻ. Từ năm 1962 xung đột chuyển hướng sang chính quyền quân sự mới lên nắm quyền.
Đây là cuộc xung đột vũ trang lâu nhất trên thế giới hiện vẫn tiếp diễn. Nhờ những sự kiện như cuộc nổi dậy 8888, nhà hoạt động hòa bình Aung San Suu Kyi được giải Nobel Hòa bình, những cuộc biểu tình chống chính phủ vào cuối 2007 và gần đây nhất là biểu tình Myanmar 2021, cuộc xung đột này đã giành được sự quan tâm của dư luận quốc tế.

## Bối cảnh
Năm 1948, ngay sau khi Myanmar giành được độc lập từ Anh, các cuộc xung đột nổ ra. Quân Cộng sản phản kháng chính phủ. Tỉnh Karen, nằm ở phía Đông Myanmar, đòi được quyền tự trị. Tình hình càng xấu đi khi đạo Phật được chọn làm tôn giáo chính thức, gây tác động đến những người Rohingya, Karen, Chin và Kachin. Khi chính phủ bị chia cắt quyền lực, Đảng Tự do Nhân dân Chống Phát xít được đưa lên làm chính phủ quá độ tạm thời từ năm 1958 đến 1960.
Ngày nay, chủ yếu là những tổ chức của người Karen và Shan ở phía Đông Myanmar tiếp tục chiến đấu chống lại chính phủ. Ngoài ra ở những vùng khác vẫn có những cuộc xung đột nhỏ lẻ, ví dụ như những chiến binh Mujahideen ở phía Tây sử dụng các trại tị nạn Bangladesh làm căn cứ chiến đấu. Chiến sự đã khiến hơn 160.000 người Myanma tị nạn sang Thái Lan và những quốc gia khác.

## Cuộc nổi dậy 1988
Vào ngày 8 tháng 8 năm 1988, những cuộc biểu tình của sinh viên lan rộng ra khắp đất nước. Hàng trăm nghìn nhà sư, trẻ em, sinh viên đại học, nội trợ, bác sĩ,... tham gia biểu tình phản kháng sự cai trị của quân đội. Cuộc biểu tình kết thúc trong biển máu vào ngày 18 tháng 9 năm 1988 khi quân đội đàn áp bằng vũ lực. Tuy bị cho là đã giết cả nghìn người biểu tình, nhưng các nhà chức trách Myanmar chỉ thừa nhận số người thiệt mạng là 350. Những cuộc biểu tình này đã khiến quân đội đồng ý ký một vài hiệp ước với những nhóm phiến quân.
Năm 1990, chính quyền quân sự tổ chức bầu cử. Aung San Suu Kyi đã trở thành biểu tượng cho những người dân Myanmar khi đảng Dân chủ của bà giành thắng lợi. Tuy nhiên quân đội đã không chấp nhận kết quả bầu cử và giam lỏng bà tại nhà riêng.

## Những sự kiện gần đây
Tháng 11 năm 2005, chính quyền quân sự đã dời nơi đóng quân từ Yangon đến một địa điểm gần Kyatpyay, phía ngoài Pyinmana. Đây là một động thái trong chính sách di chuyển những cơ sở chính quyền và quân đội quan trọng ra xa khỏi Yangon, nhằm tránh một sự kiện 8888 thứ hai. Vào ngày Lực lượng Vũ trang 27 tháng 3 năm 2006, thủ đô mới đã chính thức được đặt tên là Naypyidaw Myodaw (thường được gọi là Naypyidaw). Sự kiện này đã khiến xung đột lại bùng phát mạnh mẽ. Hơn 7.000 người tham gia các nhóm phiến quân chống chính phủ bị thiệt mạng.
Từ năm 2006, quân đội chính phủ bắt đầu tấn công vào tỉnh Karen. Hơn nửa triệu dân làng sống ở đây đã mất nhà cửa vì những cuộc đụng độ giữa quân Karen và chính phủ.
Tháng 8 năm 2007, khoảng 160.000 người Myanmar đã tị nạn sang 2 tỉnh Chiang Mai và Ratchaburi, Thái Lan. Trại tị nạn nằm ngay sát biên giới Myanmar. Trong số đó, khoảng 62% là người Karen. Chính phủ Thái Lan đã thành lập những tổ chức giúp đỡ những người tị nạn.
Gần đây, chính phủ Myanmar đã cáo buộc Anh, Pháp và Singapore đã có những động thái ủng hộ phiến quân trong nước. Thái Lan, dưới những cuộc hội đàm với Pháp, cũng đã lên kế hoạch ủng hộ cho phiến quân.